# XXI Bomber Command
Das XXI Bomber Command war eine Einheit der Twentieth Air Force der United States Army Air Forces (USAAF) für strategische Bombenangriffe während des Zweiten Weltkriegs im Pazifikkrieg. Die Einheit wurde am 1. März 1944 auf dem Smoky Hill Army Air Field in Salina im US-Bundesstaat Kansas gegründet und war ab Mitte Oktober 1944 auf den Marianeninseln stationiert. Bis ca. Mitte Juli 1945 führten die ihr zugehörigen Bomber Bombardierungsoperationen über große Entfernungen (VLR), vor allem gegen Ziele auf den japanischen Hauptinseln, durch.

## Vorgeschichte und Planung
Im Januar 1943 erörterte US-Präsident Franklin D. Roosevelt mit dem britischen Premierminister Winston Churchill auf der Symbol-Konferenz in Casablanca die Möglichkeit von Luftoperationen gegen die Japaner von Stützpunkten in China. General George C. Marshall unterstützte dabei General Henry H. Arnolds Ansicht, dass die japanische Industrie sehr anfällig für Bombardierungen aus der Luft sei.

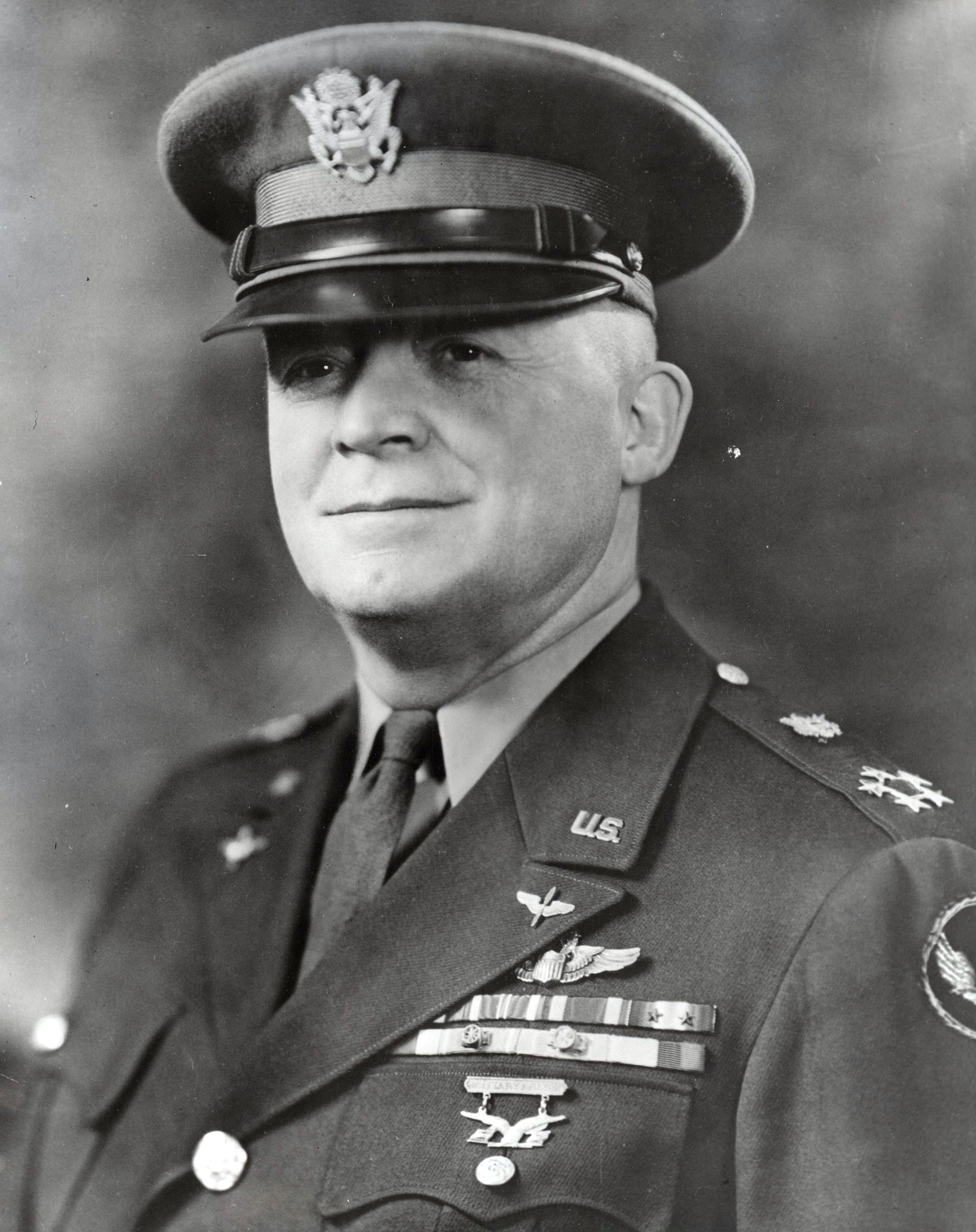
General Henry H. Arnold

Aus diesen und weiteren Konsultierungen entwickelten sich dann Pläne zur Durchführung der Operationen. Ursprünglich war vorgesehen, dass die Twentieth Air Force über drei oder eventuell vier Bomberkommandos verfügen sollte; das XX Bomber Command in China und Britisch-Indien; das XXI Bomber Command in den Marianen; das XXII Bomber Command auf den Philippinen, Formosa oder Okinawa; und vielleicht das XXIII Bomber Command in Alaska. Die Gesamtzahl der Flugzeuge der Twentieth Air Force würde aus 1.000 bis 1.500 einsatzbereiten B-29 Langstreckenbomber und deren Begleitjägern bestehen, die entwickelt oder modifiziert werden könnten.
Für die Operation Matterhorn wurden dann B-29 Langstreckenbomber auf Flugplätzen in West- und Südchina stationiert.
Als großes Problem stellte sich die Reichweite der neuen Bomber dar. Tokio, im Osten von Honshū, lag mehr als 3220 Kilometer von den vorgesehenen Stützpunkten in China entfernt und befand sich damit außerhalb der Reichweite der B-29. Die einzige Insel der großen japanischen Heimatinseln innerhalb des Kampfradius von 2575 Kilometern der B-29 war Kyūshū im Südwesten Japans.
Auf den Konferenzen hatten die Joint Chiefs of Staff versprochen, im November 1944 eine Luftoffensive gegen Japan zu starten. Dieser geplante Angriff war mit den sorgfältig vorbereiteten Plänen für die Pazifikfeldzüge von Admiral Chester W. Nimitz und General Douglas MacArthur verknüpft. Das Zieldatum musste eingehalten und der Erfolg einer höchst umstrittenen Operation nachgewiesen werden, wenn die strategische Luftwaffe im Pazifik Früchte tragen wollte.
Die ersten Einsätze des XX Bomber Command von Britisch-Indien und China aus verliefen nicht besonders erfolgreich. Zwar wurde mit logistischen Problemen gerechnet, aber die operativen Taktiken brachten kaum Ergebnisse, selbst wenn die B-29 über genügend Treibstoff und Bomben verfügten, um ihre Ziele anzugreifen. Bei Gesprächen im Oberkommando der Twentieth Air Force bestritt der Befehlshaber des XX Bomber Command, Brigadegeneral Kenneth B. Wolfe, energisch, dass seine B-29 bei Tageslicht in Formationen zu ihren Zielen fliegen könnten. Er sagte auch kategorisch, dass B-29 ihre Ziele bei Tageslicht in Formation von den Marianen aus nicht erreichen könnten. Diese Einschätzung versetzte den Einsatzplänen des geplanten XXI Bomber Command einen schweren Schlag, da Wolfe ein Spezialist für die B-29 war und als „die letzte Autorität“ für die technischen Aspekte der B-29 galt.

### Testflug zur Überprüfung der Reichweite

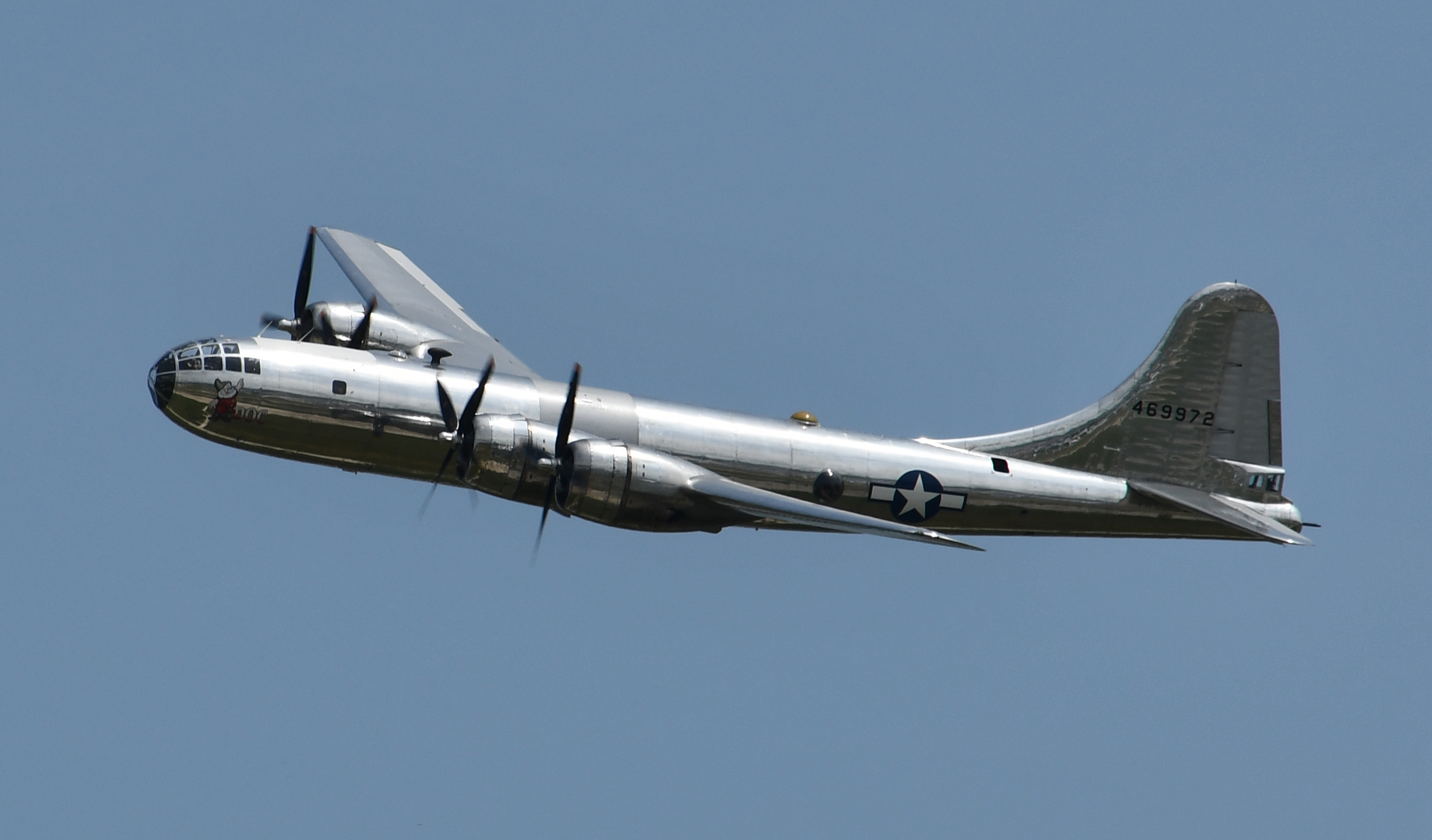
B-29 Langstreckenbomber

Oberst Cecil Edward Combs, der Chef der Kampfeinsätze der Twentieth Air Force, wurde angewiesen, Übungstests durchzuführen, um diese Behauptung zu bestätigen oder zu widerlegen, dass die B-29 nicht über eine ausreichende Reichweite verfügte, um, wie erforderlich, in Formation zu operieren. Er reiste nach Eglin Field in Florida und organisierte einen Testflug über dem Golf von Mexiko, um den Flug von den Marianen nach Tokio und zurück dort zu simulieren. Es wurden etwa 3,6 Tonnen an simulierter Bombenladungen, sowie volle Munitionsladungen mitgeführt. Combs konnte für den Test allerdings nur drei B-29 aufbieten, aber er wurde mit Kampftaktiken aus Kriegszeiten durchgeführt, die so genau wie möglich nachgeahmt wurden, einschließlich der Art der Formation selbst. Das heißt, der Test umfasste die Erstaufrüstung der Maschinen, eine lockere Formation auf dem Weg, einen Aufstieg auf rund 9000 Meter für den Bombenflug, eine enge Verteidigungsformation in den Bereichen, in denen potenzielle Jagdflugzeuge abgefangen werden könnten und das Beibehalten dieser Formation bis außerhalb der Reichweite feindlicher Jäger, sowie die Rückkehr zur Basis in lockerer Formation.
Die drei Flugzeuge kehrten erfolgreich zur ursprünglichen Basis, Eglin Field, zurück. Die Treibstoffreserven waren allerdings zu gering. Obwohl der Einsatz machbar war, musste noch viel über den Treibstoffverbrauch und die Taktik bei Tageslicht gelernt werden, wenn große Formationen über diese Distanzen geflogen werden sollten.

## Aufstellung des XXI Bomber Command
Das XXI Bomber Command wurde dann am 1. März 1944 auf dem Smoky Hill Army Air Field in Salina, Kansas, aufgestellt. Es wurde von der Second Air Force ausgebildet und mit Personal ausgestattet. Der Hauptsitz des XXI Bomber Command wurde später nach Peterson Field in Colorado Springs, Colorado verlegt. Das XXI Bomber Command sollte aus 1.000 B-29 bestehen und musste die nötige Ausbildung auf diesen Flugzeugen erhalten.

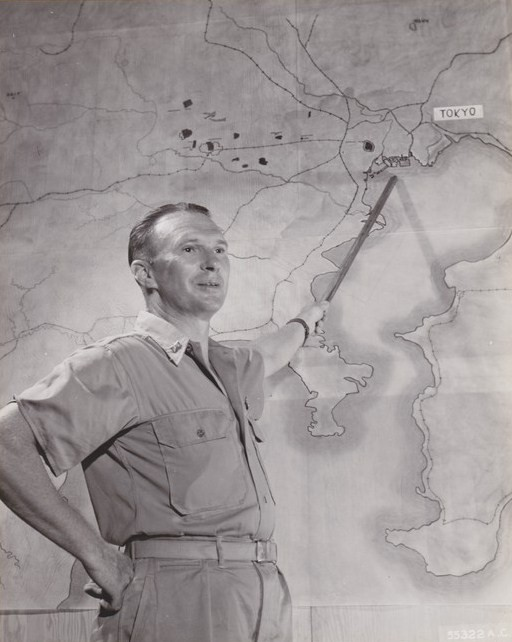
Generalmajor Haywood S. Hansell bei einem Briefing für eine Bombardierungsmission gegen Tokio

Im Spätfrühling 1944 teilte General Arnold mit, dass Generalmajor Haywood S. Hansell das Kommando über das XXI Bomber Command auf den Marianen übernehmen sollte. Hansell war zu diesem Zeitpunkt Stabschef der Twentieth Air Force. Sein Nachfolger dort wurde Brigadegeneral Lauris Norstad. Als Hansell am 28. August das Kommando übernahm, wurde dem XXI Bomber Command eine Einheit zugewiesen, das 73rd Bombardment Wing, das sich zu der Zeit noch in Salina, Kansas, in der Ausbildung befand.
Da Mitte November die Bombardierungen gegen Japan beginnen und Anfang Oktober die ersten B-29 auf den Marianen eintreffen sollten, versuchte Hansell der Unerfahrenheit des 73rd Bombardment Wing mit ihren neuen Flugzeug entgegenzuwirken, indem er sie anwies während des Flugs über den Pazifik in Formation zu fliegen. Das Air Transport Command, zu dieser Zeit noch Kommandoführer der Flugzeuge, lehnte allerdings sein Ansinnen ab, da die B-29 nicht über die entsprechenden Fähigkeiten verfüge.

### Stützpunkte auf den Marianen
Angesichts der begrenzten Landmasse, die für Stützpunkte in den Marianen zur Verfügung stand, und der Notwendigkeit, die B-29 so schnell wie möglich in den Kampfeinsatz zu bringen, wurde beschlossen, die Anzahl der Installationen auf den drei Inseln Guam, Saipan und Tinian zu begrenzen. Jedes Bomber-Geschwader (Bombardment Wing) mit seinen Kampfgruppen und Diensteinheiten operierte von einer einzigen Basis aus die zwölftausend Mann beherbergte und die notwendigen Einrichtungen für bis zu zweihundert B-29 bereitstellte.
Nach der Einnahme der Marianen konnten die dortigen Stützpunkte für die Langstreckenbomber nur unter großen Schwierigkeiten ausgebaut werden. Zwar wurden die Arbeiten energisch vorangetrieben, aber die tropischen Regenfälle und die dadurch vielfach unpassierbaren Straßen, sowie wiederholte japanische Luftangriffe erschwerten den Ausbau der Landebahnen und der zugehörigen Infrastruktur. Als die erste B-29 am 12. Oktober auf dem Isley Field auf Saipan eintraf, waren die letzten Pflasterarbeiten und andere Einrichtungen noch unvollständig. Bis zum 15. Dezember konnte eine zweite Start- und Landebahn für die B-29-Flugzeuge für einen Einsatz gegen Japan genutzt werden, doch die Einrichtungen am Isley Field waren erst im April 1945 im Wesentlichen fertiggestellt.
Auf den Marianen wurden die folgenden Einheiten des XXI Bomber Command stationiert:
|                   | 497th Bombardment Group                                                               | 498th Bombardment Group                                                     | 499th Bombardment Group                                                              | 500th Bombardment Group |
| ----------------- | ------------------------------------------------------------------------------------- | --------------------------------------------------------------------------- | ------------------------------------------------------------------------------------ | --- |
| Befehlshaber      | Oberst Stuart P. Wright, 26. April 1944; ab 26. Februar 1945 Oberst Arnold T. Johnson | Major Crocker Snow, 20. Januar 1944; ab 14. März 1944 Oberst Wiley D. Ganey | Oberst Morris Lee, 4. April 1944, ab 17. März 1945 Oberstleutnant Walter E. Chambers | Major Ralph A. Reeve, 28. Januar 1944; ab 7. Februar 1944 Major John E. Gay, ab 8. März 1944 Oberstleutnant John E. Dougherty, ab 5. Mai 1944 Oberst Richard T. King Jr., ab 5. Dezember 1944 Oberst John E. Dougherty |
| Stationierungsort | Isley Field, Saipan                                                                   | Isley Field, Saipan                                                         | Isley Field, Saipan                                                                  | Isley Field, Saipan |

|                   | 6th Bombardment Group                                                                         | 9th Bombardment Group                                                                      | 504th Bombardment Group                                                           | 505th Bombardment Group                                                                 |
| ----------------- | --------------------------------------------------------------------------------------------- | ------------------------------------------------------------------------------------------ | --------------------------------------------------------------------------------- | --------------------------------------------------------------------------------------- |
| Befehlshaber      | Oberst Kenneth H. Gibson, 17. Juni 1944; ab 31. August 1945 Oberstleutnant Theodore W. Tucker | Oberst Donald W. Eisenhart, 1. Mai 1944; ab 6. März bis August 1945 Oberst Henry C. Huglin | Oberst James T. Connally, 6. April 1944; ab 6. Februar 1945 Oberst Glen W. Martin | Oberst Robert A. Ping, 3. Mai 1944; ab 1. Juli 1945 Oberstleutnant Charles M. Eisenhart |
| Stationierungsort |                                                                                               |                                                                                            | North Field, Tinian                                                               | North Field, Tinian                                                                     |

|                   | 19th Bombardment Group                                                                         | 29th Bombardment Group | 330th Bombardment Group                    | 39th Bombardment Group                                                                                                 |
| ----------------- | ---------------------------------------------------------------------------------------------- | --- | ------------------------------------------ | --- |
| Befehlshaber      | Oberstleutnant Philip L. Mathewson, 30. Juni 1944; ab 16. Juli 1944 Oberst John A. Roberts Jr. | Hauptmann Samuel W. Bright, 28. April 1944; ab 2. Mai 1944 Major Quinn L. Oldaker, ab 28. Mai 1944 Oberst Carl R. Storrie, ab 23. Juli 1945 Oberst Robert L. Mason | Major Douglas C. Polhamus, 12. August 1944 | Major Potter B. Paige, 15. Juni 1944; ab 22. Februar 1945 Major John G. Fowler, ab 16. März 1945 Major George W. Mundy |
| Stationierungsort | North Field, Guam                                                                              | North Field, Guam | North Field, Guam                          | North Field, Guam |

|                   | 16th Bombardment Group | 331st Bombardment Group                                                            | 501st Bombardment Group                 | 502nd Bombardment Group                                                                        |
| ----------------- | --- | ---------------------------------------------------------------------------------- | --------------------------------------- | ---------------------------------------------------------------------------------------------- |
| Befehlshaber      | Major Richard W. Lavin, 1. Juil 1944; ab 11. Juli 1944 Oberst Samuel C. Gurney Jr., ab 11. Juli 1945 Oberstleutnant Andre F. Castellotti | Oberst Hoyt L. Prindle, 19. August 1944; ab 24. Januar 1945 Oberst James N. Peyton | Major Boyd Hubbard Jr., 11. August 1944 | Oberstleutnant Robert C. McBride, 1. August 1944; ab 6. Oktober 1944 Oberst Kenneth O. Sanborn |
| Stationierungsort | Northwest Field, Guam | Northwest Field, Guam                                                              | Northwest Field, Guam                   | Northwest Field, Guam                                                                          |

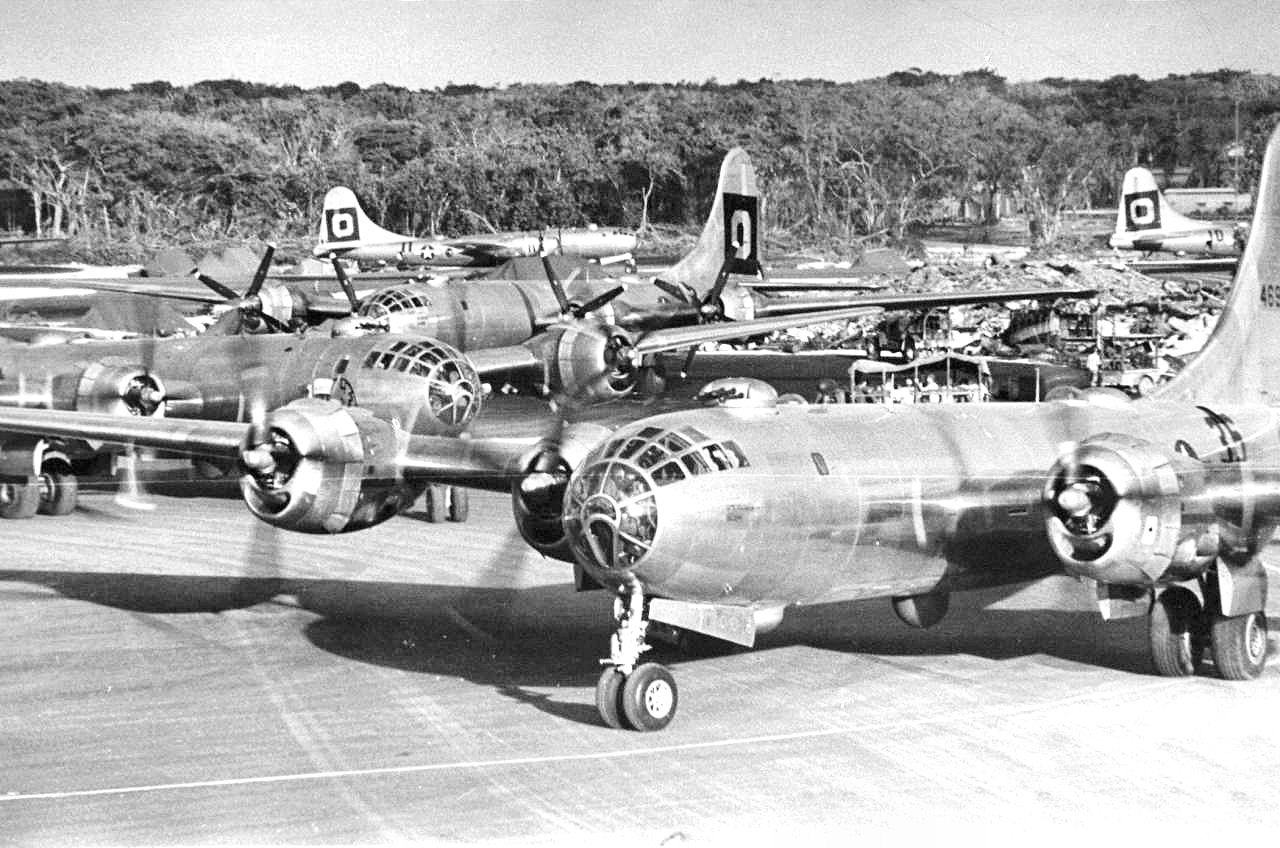
29th Bombardment Group auf dem North Field, Guam

Das 58th Bombardment Wing war ursprünglich dem XX Bomber Command zugeordnet. Das 73th Bombardment Wing sollte ursprünglich dem 58th Bombardment Wing in China zur Operation Matterhorn beitreten, aber als die Marianen eingenommen wurden, ist es nach Saipan umgeleitet worden und das 58th Bombardment Wing nach Tinian verlegt, beides als Teil des neuen XXI Bomber Command.
Zusätzlich zu den Bombardment Wings verfügte jede Bombardment Group über eine Hauptquartiereinheit, mehrere Flugdienstgeschwader für routinemäßige Wartungsarbeiten und andere Aufgaben sowie eine Flugdienstgruppe, die für größere Wartungs- und Reparaturarbeiten verantwortlich war.

## Einsätze von den Marianen
Nachdem die Marianen erobert waren, konnten die B-29 Ziele in Japan erreichen, die außerhalb der Reichweite Chinas lagen. Dazu gehörte auch die Hauptstadt Tokio. Der benötigte Treibstoff ließ sich von Tankschiffen in örtlichen Häfen beziehen. Die ersten B-29 landeten am 12. Oktober auf Saipan und das XXI. Bomber Command unter dem Kommando von Brigadegeneral Haywood S. Hansell flog den ersten Einsatz am 27./28. Oktober. Hierbei handelte es sich um eine Trainingsmission, bei der die Bombardierung von Truk auf Sicht durchgeführt wurde. Sie wurde am 30. Oktober wiederholt und am 2. November erfolgte die Mission mittels Radarunterstützung.
Als eines der größten Probleme stellte sich das schlechte Wetter über den Zielen und vor allem der heftige Wind heraus.

„Der Wind erreichte oft 200 Knoten über den Zielen, was dazu führte, dass die Bomber um 45 Grad drifteten, aber die Bombenvisiere konnten nur 35 Grad korrigieren“

Noch komplizierter wurde es, da die Winde in geringeren Höhen oft ihre Richtung und Geschwindigkeit änderten, was den Bombenschützen zu zahlreichen schnellen Korrekturen zwang.
Am frühen Morgen des 1. November startete eine Fotoaufklärungsversion der B-29 (F-13A) von Saipan aus. Sie war das erste US-Flugzeug über Tokio seit dem Doolittle-Angriff im April 1942. Das Flugzeug flog in einer Höhe von fast zehn Kilometern über der japanischen Hauptstadt und fotografierte einen Komplex von Flugzeug- und Triebwerksfabriken westlich von Tokio und einen weiteren am Stadtrand von Nagoya. Es entstanden über 7.000 Fotos. Im Verlauf des Monats waren 17 Einsätze mit F-13A Aufklärern über Japan geflogen worden, viele davon wurden allerdings durch schlechtes Wetter behindert. Kopien der Fotos wurden für die Joint Chiefs of Staff an General Arnold und an die Admirale Nimitz und Halsey geschickt. Es wurden Mosaike angefertigt, Streifen angelegt und Startpunkte und Zielanflüge ausgewählt. Jede Besatzung musste ihre Fotokarte nachzeichnen, Orientierungspunkte und Zielläufe markieren und sie dann aus dem Gedächtnis neu zeichnen können.
Im November gaben die Joint Chiefs of Staff dann eine neue Prioritätsliste für Ziele auf dem japanischen Festland heraus. Ziele für das XXI. Bomber Command waren in folgender Reihung:
1. die japanische Flugzeugindustrie
2. die japanischen Industriegebiete
3. die japanische Schifffahrt

Der daraus resultierende Einsatzplan – alle gegen Flugzeug- und Triebwerksfabriken, mit Ausnahme der Missionen gegen Iwojima zur Vorbereitung der Landungen auf der Insel – sah wie folgt aus (Auszug):
| Datum          | Ziel                                                                                           |
| -------------- | ---------------------------------------------------------------------------------------------- |
| 24. November   | Nakajima-Flugmotorenfabrik in Musashino bei Tokio (Operation San Antonio I)                    |
| 27. November   | Operation San Antonio II                                                                       |
| 7. Dezember    | Iwojima                                                                                        |
| 13. Dezember   | Nagoya (Flugzeughersteller Aichi, Kawasaki, Mitsubishi und Nakajima → Luftangriffe auf Nagoya) |
| 18. Dezember   | Nagoya                                                                                         |
| 24. Dezember   | Iwojima                                                                                        |
| 27. Dezember   | Tokio (→ Luftangriffe auf Tokio)                                                               |
| 5. Januar 1945 | Nagoya                                                                                         |
| 9. Januar      | Tokio                                                                                          |
| 14. Januar     | Nagoya                                                                                         |
| 21. Januar     | Akashi (Flugzeughersteller Kawasaki)                                                           |

Sieben der vorgeschriebenen Hauptziele waren bestimmte Flugzeug- und Triebwerksfabriken. Anschließend wurde ein städtisches Gebiet vorgeschrieben, gefolgt von der Schifffahrt. Nach diesen drei obersten Prioritäten folgten drei sekundäre Zielsysteme: Koks, Stahl und die erdölverarbeitende Industrie.
Der ursprüngliche Einsatzplan sah vor, dass trägergestützte Flugzeuge der United States Navy die B-29 beim ersten Angriff auf Tokio unterstützen sollten. Die Absicht bestand darin, die japanische Verteidigung zu verwirren und den B-29 Jägerunterstützung durch die Trägereinsatzgruppe TF.38 zu bieten. Die Admirale Halsey und Nimitz hatten die Operation mit dem Decknamen Hotfoot im Oktober geplant. Da sich aber der Einsatz ihrer Flugzeugträger bei der See- und Luftschlacht im Golf von Leyte verzögerte, wurde die geplante Unterstützung abgesagt und sie empfahlen, die gesamte für den 17. November geplante Mission zu verschieben. Letztendlich wurde dann die Operation Hotfood ganz abgesagt.
Die ersten beiden Einsätze liefen dennoch weitestgehend zufriedenstellend. Es gab nur sehr wenige Verluste und die angerichteten Schäden waren zunächst zweitrangig, da für die Kommandoebene in erster Linie maßgebend war, dass die Einheit tatsächlich ihre Ziele erreichen und zum Stützpunkt zurückkehren konnte.
Die folgenden Einsätze machten jedoch deutlich, dass die Genauigkeit der Bombenangriffe erheblich verbessert werden musste. Um dieses Ziel erreichen zu können, wurden zwei Methoden angewandt:
1. Schulungen in visuellen Bombentechniken,
2. Einführung eines Radarsystems (AN/APQ-13), um optische Abwurfanlagen auf ausgewählte Präzisionsziele zu unterstützen und möglicherweise sogar zu ersetzen.

Zudem folgte die Einrichtung einer „Lead Crew“-Schule. Dazu wurde aus jedem Geschwader eine B-29 für die Ausbildung reserviert. Geprobt wurde damit die Leitung durch eines oder mehrere Führungsflugzeuge, bei dem die B-29 ihre Bomben auf Signale der Führungsflugzeuge hin die Bomben abwarfen, anstatt einzeln zu bombardieren.

### Japanische Gegenangriffe
Eine große Befürchtung von General Hansell war die Wahrscheinlichkeit japanischer Attacken gegen die Marianenstützpunkte, da diese weitgehend ohne Deckung waren. Schon am 2. November, kurz nachdem er seine Befürchtungen General Norstad mitgeteilt hatte, starteten japanische Jäger ihren ersten Angriff auf Isley Field. In einer Mitteilung an Hansell vom 13. November räumte General Arnold ein, dass Staus auf der einzigen Start-, Landebahn ein Problem darstellten, solange die Japaner einen Stützpunkt auf Iwojima unterhielten. Bis die Marines diese Insel eroberten, sollte Hansell wachsam bleiben und Verluste durch japanische Angriffe möglichst vermeiden.
Gegen Mittag des 27. November ereignete sich der nächste Angriff, als sich japanische Jäger im Tiefflug dem Luftwaffenstützpunkt auf Saipan näherten. Sie kamen aus Richtung Iwojima und wurden von der Marineeinheit, die die Luftverteidigung bereitstellen sollte, nicht entdeckt. Das Hauptwarnradar, das die Marines auf einem Hügel hätten installieren sollen, befand sich noch in den angelieferten Kisten. Für die Installation war genügend Zeit gegeben worden, aber die Marines hatten einfach nicht mit japanischen Selbstmordanschlägen gerechnet, obwohl General Arnold vor dieser Möglichkeit gewarnt hatte. Arnold war verständlicherweise empört.
Da sich das dort stationierte Geschwader im Einsatz über Japan befand, waren nur wenige B-29 am Boden. Bei etlichen dieser Bomber handelte es sich jedoch um Maschinen, die den Einsatz hatten abbrechen müssen und voll beladen mit Bomben und Treibstoff auf dem Stützpunkt standen. Die japanischen Jäger richteten allerdings kaum Schaden an.

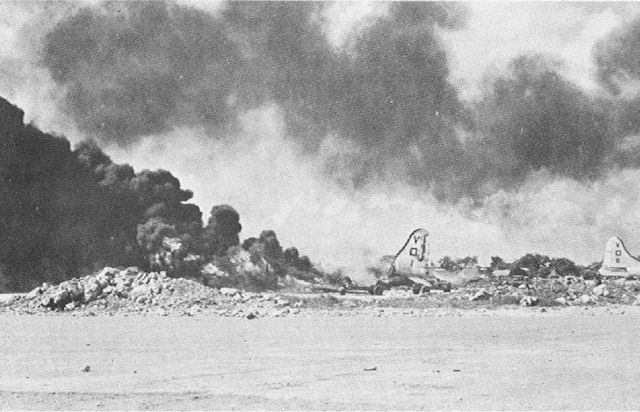
Brennende Flugzeuge auf Isley Field

Einige Tage darauf flog ein einzelnes japanisches Flugzeug einen weiteren Angriff, der am Abend stattfand. Nach einem ersten Orientierungsüberflug kehrte es um und begann einen Tiefflugangriff auf die Landebahn. Es gelang der Flugabwehr zwar den Bomber abzuschießen, allerdings war es den Japanern gelungen zwei B-29 in Brand zu setzen. Die beiden Maschinen und einige umstehende waren vollgetankt und hatten Bomben an Bord, um sich auf die morgige Mission vorzubereiten. Nur unter großen Anstrengungen gelang es dem Bodenpersonal mittels Bulldozern die brennenden Wracks von den anderen Flugzeugen wegzuschieben.

### Angriff auf Nagoya
Die bis dahin zerstörerischste Mission des XXI Bomber Command fand am 13. Dezember 1944 statt. 74 B-29 Bomber des 73rd Bombardment Wing flogen mit 500-Pfund-Allzweck- und Brandbomben beladen einen Angriff auf japanische Flugzeugwerke in Nagoya. Ihr Hauptziel war das Mitsubishi-Motorenwerk. Bei den Flügen erstellte Fotos zeigten nicht den gesamten Schaden. Spätere Berichte ergaben, dass Motorenmontagewerkstätten und Nebengebäude zerstört oder beschädigt worden waren. Am Boden kamen 246 Japaner ums Leben und 105 wurden verletzt. Die Produktionskapazität für Flugzeugtriebwerke wurde von 1600 auf 1200 im Monat reduziert. Das Mitsubishi-Motorenwerk Nr. 4 stellte keine Teile mehr her. Die Japaner begannen in der Folge Anlagenausrüstung in unterirdische Anlagen zu verlagern.
Im November und Dezember des Jahres wurden insgesamt 49 Fotomissionen geflogen und bis Januar 1945 wurden Tausende Fotos von japanischen Zielen geschossen. Diese Missionen erfüllten für das XXI Bomber Command fünf Funktionen: Fotoaufklärung zur gezielten und strategischen Aufklärung, Wetteraufklärung, Radar-Erweiterungsfotografie, Ausbildung der Führungsmannschaften sowie Belästigungsangriffe.

### Verminungsaktionen gegen die japanische Schifffahrt
In dieser frühen Phase wurde ebenfalls mit den Vorbereitungen für Verminungsaktionen gegen die Schifffahrt in japanischen Heimatgewässern begonnen. Die B-29 des XX Bomber Command waren die ersten, die eine Verminung von Flüssen und Häfen in Niederländisch-Indien von Stützpunkten in Ceylon aus durchführten. Der Kommandostab unter Admiral Nimitz schlug jedoch einen viel umfangreicheren Feldzug für das XXI Bomber Command in japanischen Heimatgewässern vor. Dieser hätte die Gesamtkapazität des XXI Bomber Command für die ersten drei oder vier Monate seiner Einsatzzeit beansprucht. Generalmajor Hansell erhob dagegen Einspruch. Er begründete diesen damit, dass die vorgesehenen Verminungsaktionen eine weitere große Abweichung vom Hauptzweck darstellten, für den das Kommando geschaffen und eingesetzt worden war. Das Problem konnte dann durch General Arnold gelöst werden, als er eine Anweisung erließ, die einen etwas späteren Beginn der Aktion mit einem deutlich reduzierten Anfangsniveau forderte.
Das 313th Bombardment Wing unter Brigadegeneral James H. Davies, dessen Flugzeuge im Dezember auf dem North Field auf Tinian eintrafen, wurde beauftragt Taktiken und Techniken für den Minenabwurf zu entwickeln. Marinepersonal leistete Unterstützung bei der Anpassung der Seeminen für den Einbau in die B-29.

### Kommandowechsel

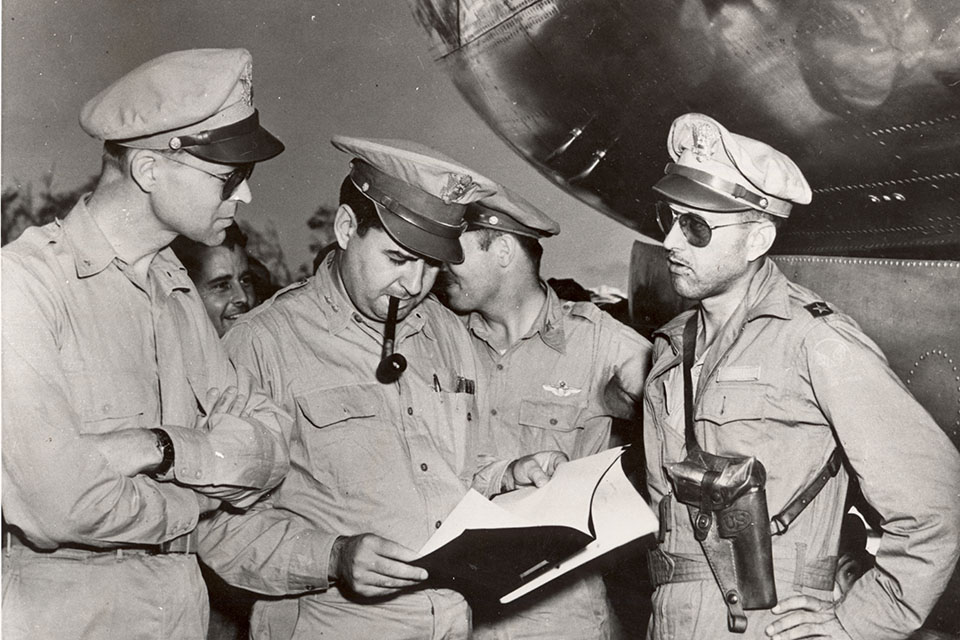
V.l.n.r.: Lauris Norstad, Stabschef der Twentieth Air Force, Curtis LeMay, Kommandeur des XXI Bomber Command, Thomas Sarsfield Power, Kommandeur des 314th Bombardement Wing, im März 1945

Bis zum Ende Dezember 1944 hatten weder das XX Bomber Command auf dem Kriegsschauplatz China-Burma-Indien, noch das XXI Bomber Command auf den Marianen verwertbare Ergebnisse gezeigt und auch die Zerstörungskraft der B-29 wurde nicht annähernd erreicht. Das XX Bomber Command konnte nie hoffen, wirkliche Wirksamkeit zu erreichen, solange sie ihren gesamten Treibstoff, ihre Bomben und ihre Vorräte von Britisch-Indien aus über The Hump einfliegen musste. Im Gegensatz dazu war das Potential des XXI Bomber Command groß, da seine taktische Leistung zu perfektionieren war und es seine Stärke durch immer neu verfügbare Bombardement Wings ausbauen konnte.
General Arnold war mit Hansell und den zunächst erbrachten Erfolgen nicht zufrieden und forderte sofort messbare Ergebnisse. Er wurde von seinen Mitarbeitern, dem Joint Chiefs of Staff und von höherer Seite ständig unter Druck gesetzt und kritisiert, zu erklären, was seine Twentieth Air Force leistete. Daher holte er Generalmajor Curtis LeMay am 20. Januar 1945 nach Guam, um Hansell als Kommandeur des XXI Bomber Command zu ersetzen. Als LeMay das Kommando übernahm, änderte er zunächst nichts am Trainingsprogramm und der taktischen Einstellungen.

## Iwojima
Die Eroberung von Iwojima durch das United States Marine Corps im Februar 1945 brachte einen weiter vorgeschobenen Luftwaffenstützpunkt, der für die Bomberoffensive von Vorteil war. Der Stützpunkt war für die der Bergung beschädigter Flugzeuge und der Verbesserung des Betriebs im Allgemeinen von enormer Bedeutung. Von Einsätzen zurückkehrende und beschädigte B-29 konnten in Iwojima notlanden. Zudem diente die Insel als Kampfbasis, von der aus Begleitjäger die B-29 unterstützen oder selbst Angriffe und Bombardierungen durchführen konnten. Durch die Eroberung von Iwojima war auch die japanische Frühwarnstation zerstört worden, die den japanischen Verteidigern zwei- bis dreistündige Vorwarnungen ausgegeben hatte. Vom 4. März, als die erste beschädigte B-29 auf der Insel landete, bis zum Ende des Krieges, landeten insgesamt 2241 B-29 auf Iwojima. Auf Iwojima wurde das VII. Fighter Command stationiert.

## Verschärfung der Maßnahmen
Die Invasion der japanischen Heimatinseln (→ Operation Downfall) war erstmals Anfang 1945 auf der Argonauten-Konferenz auf Malta vereinbart worden und so bekam der Faktor Zeit eine neue Bedeutung. Wenn die Luftstreitkräfte den Krieg ohne ein massives Blutvergießen am Boden beenden sollten, durfte ihr Einsatz nicht aufgeschoben werden. Eine drastische Neubewertung war angebracht.

### Brandbombenangriffe
LeMay konzentrierte die Einsätze nun auf Brandbombenangriffe auf städtische Industriegebiete. Es gab 17 Angriffe, die mit 6960 B-29 geflogen wurden und 41592 Tonnen Bombenlast beinhalteten. Dabei gingen 136 B-29 oder etwa 2 Prozent der Flugzeuge verloren. Anschließend wurden insgesamt 66 städtische Gebiete bombardiert.
| Datum      | Ziel                                                | Angriffsart  | Anzahl B-29 über dem Ziel |
| ---------- | --------------------------------------------------- | ------------ | ------------------------- |
| 14. Mai    | Nagoya, einschließlich des Mitsubishi-Werksgeländes | Tagesangriff | 529                       |
| 16. Mai    | Stadtgebiet von Nagoya                              | Nachtangriff | 522                       |
| 23. Mai    | Stadtgebiet von Tokio                               | Nachtangriff | 520                       |
| 25. Mai    | Stadtgebiet von Tokio                               | Nachtangriff | 501                       |
| 29. Mai    | Stadtgebiet von Yokohama                            | Tagesangriff | 517                       |
| 1. Juni    | Stadtgebiet von Osaka (→ Luftangriffe auf Osaka)    | Tagesangriff | 458                       |
| 5. Juni    | Stadtgebiet von Kobe                                | Tagesangriff | 473                       |
| 7. Juni    | Stadtgebiet von Osaka                               | Tagesangriff | 458                       |
| 15. Juni   | Stadtgebiet von Osaka                               | Nachtangriff | 444                       |
| 26. Juni   | Stadtgebiet von Osaka und Sumitomo-Metallwerk       | Tagesangriff | 71                        |
| 19. Juli   | Osaka und Erdölraffinerie von Amagasaki             | Nachtangriff | 83                        |
| 9. August  | Osaka und Erdölraffinerie von Amagasaki             | Nachtangriff | 95                        |
| 14. August | Stadtgebiet von Osaka                               | Tagesangriff | 147                       |

## Umstrukturierung der Kommandoebenen
Mit dem Sieg in Europa im Mai 1945 wurde die zweite Phase der globalen Großstrategie in Gang gesetzt. Aus Europa freigesetzte Streitkräfte wurden in den Pazifik verlegt und die letzte Offensive gegen Japan vorbereitet. Das XX und das XXI Bomber Command wurden im Juni 1945 den United States Strategic Air Forces in the Pacific (USASTAF) unter dem Kommando von General Carl A. Spaatz zugeordnet. Am 16. Juli 1945 fand eine weitere umfassende Umstrukturierung der Luftstreitkräfte im Pazifik statt. General LeMay wurde als kommandierender General des XXI Bomber Command abgelöst und Generalleutnant Nathan F. Twining übernahm das Kommando über die Twentieth Air Force. LeMay wurde Stabschef unter General Carl A. Spaatz. Damit war die Existenz des XXI Bomber Command faktisch beendet, da es in die interne Organisationsstruktur der Twentieth Air Force eingegliedert wurde.

## Einsätze gegen die Erdölindustrie
Als der 315. Bombardement Wing Ende Juni auf dem Northwest Field in Guam eintraf, war Generalleutnant Barney M. Giles stellvertretender Kommandeur der Twentieth Air Force. Als General Carl A. Spaatz Mitte Juli 1945 zum Oberbefehlshaber der USASTAF ernannt wurde, wurde Giles sein Stellvertreter und richtete sein Hauptquartier auf Guam ein. Er befürwortete und unterstützte die Entscheidung von General LeMay, das 315. Bombardement Wing Operationen gegen eine Reihe ausgewählter Ziele, darunter die japanische Ölindustrie, zu richten.
Zwischen dem 26. Juni und Kriegsende am 14. August flog das 315. Bombardement Wing fünfzehn Nachteinsätze gegen die Erdölverarbeitende Industrie in Japan.
| Datum          | Ziel                                                 |
| -------------- | ---------------------------------------------------- |
| 26./27. Juni   | Utsube-Ölraffinerie in Yokkaichi                     |
| 29./30. Juni   | Nippon Oil Company in Kudamatsu                      |
| 2./3. Juli     | Maruzen Oil Company in Shimotsu                      |
| 6./7. Juli     | Maruzen Oil Company in Shimotsu (Wiederholung)       |
| 9./10. Juli    | Utsube-Ölraffinerie in Yokkaichi (Wiederholung)      |
| 12./13. Juli   | Mitsubishi Oil Company in Kawasaki                   |
| 15./16. Juli   | Nippon Oil Company in Kudamatsu (Wiederholung)       |
| 19./20. Juli   | Nippon Oil Company in Kansai                         |
| 22./23. Juli   | Imperial Fuel Industry Company in Ube                |
| 25./26. Juli   | Mitsubishi Oil Company in Kawasaki                   |
| 28./29. Juli   | Toa Fuel Company in Shimotsu                         |
| 1./2. August   | Mitsubishi Oil Company in Kawasaki (Wiederholung)    |
| 5./6. August   | Imperial Fuel Industry Company in Ube (Wiederholung) |
| 9./10. August  | Nippon Oil Company in Kansai (Wiederholung)          |
| 14./15. August | Nippon Oil Company in Tsuchizaki (bei Akita)         |

Insgesamt gingen nur vier Flugzeuge während der Einsätze verloren und 66 wurden beschädigt.

## Einsatz der Atombomben

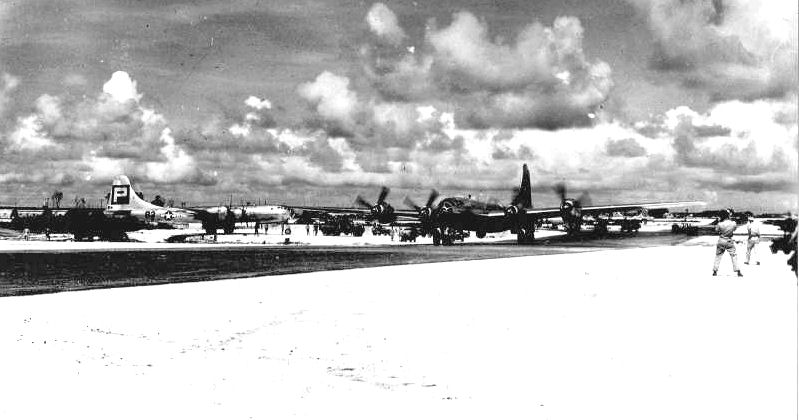
39th Bombardment Group der 509th Composite Group auf dem North Field, Tinian

Auf der Potsdamer Konferenz erfuhr der US-amerikanische Präsident Harry S. Truman am 21. Juli 1945 vom erfolgreichen Test der ersten Atombombe. Er befragte seine Berater und Oberbefehlshaber zum Einsatz dieser Waffe. Sie stimmten seiner Verwendung zu. Nur General Arnold stellte die Notwendigkeit in Frage, die Atombombe einzusetzen, um Japans Niederlage ohne eine Invasion sicherzustellen.
Wie weit die Planungen zum Einsatz der Atombombe gediehen waren, zeigt die Gründung der 509th Composite Group schon Mitte Dezember 1944 im Rahmen des Projekts Alberta und der Silverplate-Umbauten der B-29 zu atombombentragenden Flugzeugen. Auch ein Brief von General Norstad vom 29. Mai 1945, wo er die flugtechnischen Bedingungen der B-29 für den Transport und Abwurf einer Atombombe umreißt, weist auf die weit fortgeschrittenen Planungen hin. Im Juni 1945 erreichte die 509th Composite Group dann ihren Einsatzort Tinian in den Marianen.

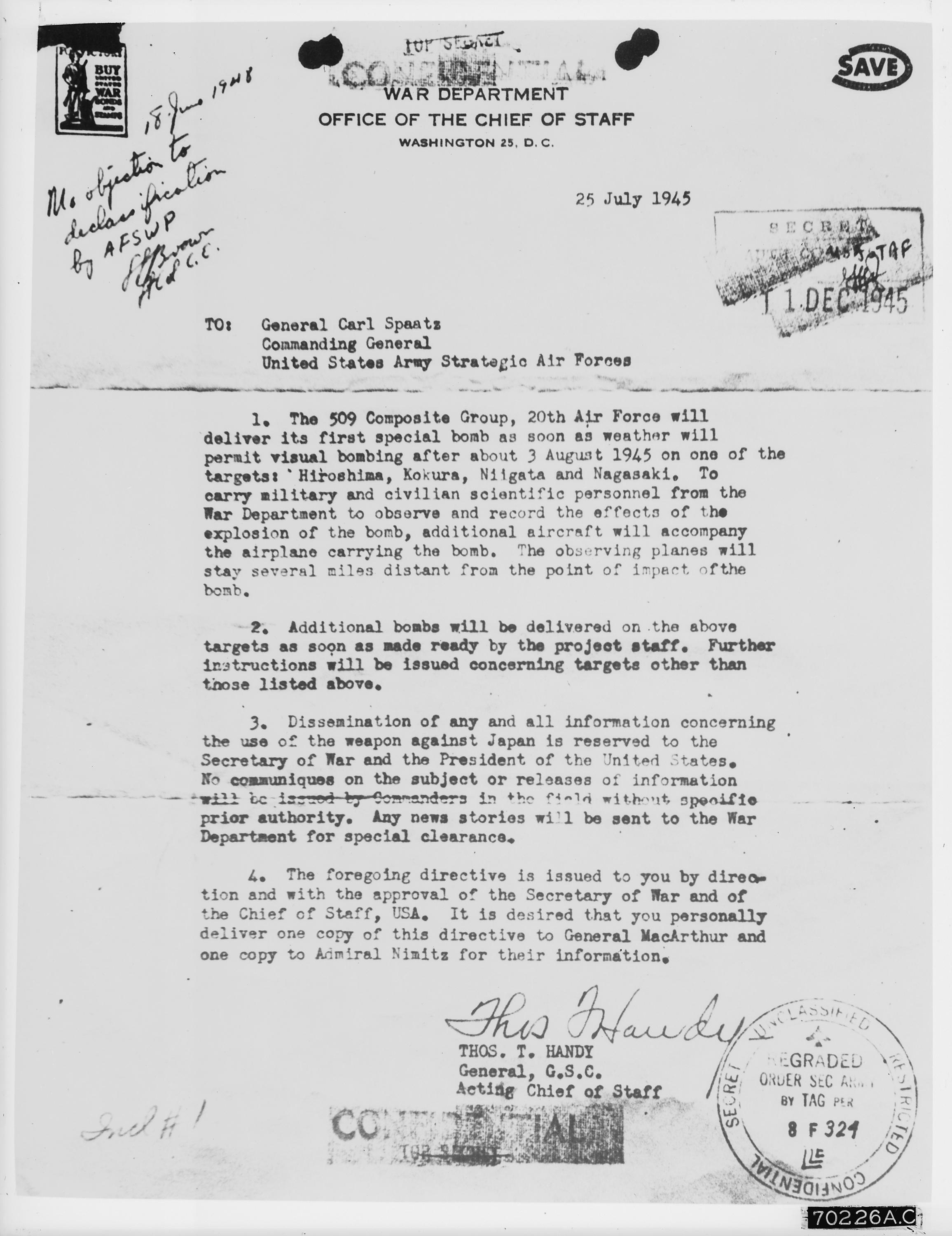
Autorisierungsschreiben zum Abwurf der ersten Atombombe

General Twining hatte sich kaum in sein neues Kommando eingelebt, als er am 24. Juli den Befehl erhielt, die Atombomben abzuwerfen. Im Vorgriff auf die Entscheidung des Präsidenten, die Atombombe einzusetzen, waren potenzielle Ziele ausgewählt worden. Auf Befehl von General Arnold hatte Oberst Cecil E. Combs, Stellvertreter für Einsätze der Twentieth Air Force, vier noch nicht bombardierte Städte ausgesucht und LeMay mitgeteilt, dass sie nicht angegriffen werden sollten. Dies waren Hiroshima, Nagasaki, Kokura und Niigata. Am 25. Juli übersandte General Thomas T. Handy, der Stellvertreter des zu dieser Zeit abwesenden Generalstabschefs der US-Armee, Generalleutnant Spaatz den offiziellen Befehl zum Abwurf der ersten Atombombe.

## Auswirkungen
Die Angriffe mittels der B-29 Langstreckenbomber gegen die japanische Hauptinseln waren zwar nur von relativ kurzer Dauer, dafür wurden sie aber mit hoher Intensität, insbesondere in den letzten fünf Monaten des Krieges, ausgeführt.
Die bebaute Fläche von 66 Städten wurde zerstört. Zwei Drittel der Japaner erlebten Luftangriffe, bei einem Fünftel wurden die Häuser schwer beschädigt. Schätzungen zufolge starben etwa 900.000 Menschen, 1,3 Millionen wurden verletzt, und mehr als 8,5 Millionen mussten infolge der B-29-Angriffe evakuiert werden.
Die Angriffe des XXI Bomber Command auf japanische Städte, Militär- und Industrieanlagen erschöpften ihre Ressourcen, Produktivität und Transportmöglichkeiten weiter, senkten die Moral und brachten dem japanischen Volk die wahre Kriegssituation vor Augen. Die Luftstreitkräfte allein errangen zwar nicht den Sieg im Krieg gegen Japan, aber sie sorgten für die Kapitulation, bevor eine Landinvasion der Inseln notwendig wurde.